# Beate Clausdatter Bille
Beate Bille gift Brahe (født Beate Clausdatter Bille) (født 30. april 1526, død 18. oktober 1605) var en betydende dansk adelsdame og hofmesterinde.
Bille blev født på Skarhult, datter af Claus Bille, hun blev som 18-årig gift med Otto Tygesen Brahe til Knudstrup. Sammen fik de en stor børneflok heriblandt den senere berømte astronom Tyge Ottosen Brahe kendt som Tycho Brahe og hans assistent søsteren Sophie Brahe, de senere medlemmer af Rigsrådet brødrene Steen og Axel Brahe.
Billes mand Otto Brahe sad i Rigsrådet og havde betydelige len, hvor af hun efter hans død i 1571 beholdt Froste Herred i Skåne og Vissenbjerg Birk på Fyn indtil 1575 og Rødinge len i Skåne indtil 1592. Da svigerinden Inger Oxe, der var enke efter Jørgen Brahe, i 1584 fratrådte sin stilling som hofmesterinde hos Dronning Sophie, overtog Beate Bille dette hverv og havde stillingen i 8 år.
Ikke kun fordi hun var knyttet til landets mægtigste slægter gennem fødsel og ægteskab, men også på grund af sin fremragende personlighed, havde Beate Bille en fremtrædende plads i den danske adel gennem sin lange enkeperiode. Hun var mæcen for Anders Sørensen Vedel og havde – måske tilskyndet af enkedronningen – en andel i, at han udgav sin samling af Kæmpeviser. Det stemmer godt med, at Vedel har dediceret en lille andagtsbog til hende i 1592.
Beate Bille døde på Lundegård i 1605 og ligger begravet sammen med sin mand Otto Brahe i Braheslægtens patronatskirke Kågerød Kirke i Skåne.